# Делакеу (Приднестровье)
Делакэу — село в Григориопольском районе непризнанной Приднестровской Молдавской Республики. Административный центр Делакэуского сельсовета. По молдавскому законодательству в Делакэуский сельсовет (коммуну Делакэу) также входит село Красная Горка, по законодательству ПМР Красная Горка входит в подчинение горсовета Григориополя.

## География
Площадь села – около 1,33 км2, периметр – 6,63 км. Село расположено на расстоянии 3 км от города Григориополь и 50 км от г. Кишинёв.

## Население
По данным 2005 года, в селе Делакэу проживало 1352 человека.

## История
Первое документальное упоминание о селе Делакэу датировано 1773 годом.
В 1795 году в селе насчитывалось 326 крестьян. В 1812—1821 гг. здесь было имение Руксанды Маврогень, которая владела 8 садами, 6 виноградниками, мельницей, лесом. В это время в селе действовала церковь, одна из самых старых в Левобережье Днестра. В 1930-е годы советские власти превратили церковь в клуб, были сбиты кресты и разрушена колокольня. После 1941 года церковь была восстановлена, возведены две колокольни, но после войны она была разрушена окончательно.
В советский период здесь был организован колхоз имени Мичурина, который специализировался на производстве зерновых культур, садоводстве, овощеводстве, виноградарстве. В селе открылись восьмилетняя школа, клуб с киноустановкой, библиотека, ателье бытового обслуживания населения, почтовое отделение, детский сад, магазин.

## Знаменательные личности
Опря, Афанасий – художник, мастер искусств.